# Freya (film)
 For alternative betydninger, se Freya (flertydig). (Se også artikler, som begynder med Freya)
Freya er en dansk kortfilm fra 2011 instrueret af Pernille Elkjær.

## Handling
Denne artikel mangler et handlingsreferat. Hjælp os med at skrive det.

## Medvirkende
- Nanna Boysen, Freya som barn
- Yasmin Kokseby, Freya Johansen
- Nicoline Møller, Helen
- Asger Rosengren, Vagt
- Carsten Schiødte, Læge
- Rolf Sleimann, Henrik